# Афинагор (Закопулос)
Митрополит Афинагор (греч. Μητροπολίτης Αθηναγόρας, в миру Николай Закопулос, греч. Νικόλαος Ζακόπουλος; 25 апреля 1931, Амарант, Янина, Греция — 16 февраля 2015, Афины, Греция) — епископ Элладской православной церкви, митрополит Фокидский (1986—2014). 

## Биография
В 1956 году окончил богословский факультет Афинского университета. В 1959 году был рукоположен в сан диакона и священника.
В 1967 году получил степень доктора философии в университете Глазго, проходил пост-докторантуру в Оксфордском университете, Торонто, Чикаго и Йельском университете — в области психологии, педагогики и философии. Работал в качестве преподавателя этики и социальной философии, философии религии и философии права в различных университетах в США.
28 сентября 1986 года был хиротонисан во епископа Фокидского с возведением в сан митрополита. Внёс значительный вклад в развитие православного образования в Греции и греческой диаспоре в США и Великобритании и устроение монашеской жизни в Фокидской митрополии, где он возобновил нескольких разрушенных монастырей.
Был широко известен в Греции не только благодаря своей церковной деятельности, но и своей заботой о бедных и социально уязвимых членах общества. В частности, его трудами поддерживался дом престарелых в Амфиссе, несмотря на серьезные проблемы, с которыми столкнулось это учреждение в условиях постигшего Грецию экономического кризиса.
18 марта 2014 года, после 28 лет пребывания в должности, ушел на покой, сославшись на преклонный возраст. Скончался 16 февраля 2015 года. Отпевание и погребение состоялось утром в четверг, 19 февраля, после заупокойной литургии. Погребение почившего было совершено женском монастыре св. пророка Илии, где он ещё при жизни завещал себя похоронить.